# Lublin R-VIII
Lublin R-VIII là một loại Máy bay trinh sát/ném bom và thủy phi cơ của Ba Lan, được thiết kế tại nhà máy Plage i Laśkiewicz ở Lublin trong thập niên 1920.

## Quốc gia sử dụng
Ba Lan
- Không quân Ba Lan
- Hải quân Ba Lan

## Tính năng kỹ chiến thuật (R-VIIIa, Lorraine-Dietrich)
Đặc điểm tổng quát
- Kíp lái: 2
- Chiều dài: 11,12 m (36 ft 6 in)
- Sải cánh: 17 m (55 ft 9 in)
- Chiều cao: 4,5 m (14 ft 9 in)
- Diện tích cánh: 76,4 m² (822 ft²)
- Trọng lượng rỗng: 2457 kg (5.405 lb)
- Trọng lượng có tải: 3500 kg (7.700 lb)
- Trọng tải có ích: 1043-1843 kg (2.294-4.054 lb)
- Trọng lượng cất cánh tối đa: 4300 kg (9.460 lb)
- Động cơ: 1 × Lorraine-Dietrich 18Kd, 740 hp / 650 hp (552 / 484 kW)

 Hiệu suất bay 
- Vận tốc cực đại: 225 km/h (138 mph)
- Vận tốc hành trình: 200 km/h (123 mph)
- Vận tốc tắt ngưỡng: 85 km/h (52 mph)
- Tầm bay: 600-1720 km (370-1061 mi)
- Trần bay: 5770 m (18.925 ft)
- Vận tốc lên cao: 5,25 m/s (1.033 ft/phút)
- Tải trên cánh: 45,8 kg/m² (9,36 lb/ft²)

Trang bị vũ khí

- 1 × Súng máy Vickers E 7,7 mm
- 2 × súng máy Lewis 7,7 mm
- 1.000 kg (2.200 lb) bom (300 kg (660 lb) bom ở phiên bản thủy phi cơ)